# Gilbert Erail
Gilbert Erail také Gilbert Horal (*? - † prosinec 1200) byl dvanáctým velmistr Templářských rytířů v letech 1193–1200. Narodil se ve Španělsku a mezi Templáře vstoupil velmi mladý. V roce 1193, po smrti Robert ze Sablé , se stal velmistrem Řádu, a v roce 1194, papež Celestýn III. udělil templářům více výsad a privilegií. Během doby kdy byl velmistrem, tak se zvýšilo napětí mezi Templáři a Johanity. Po něm se stal velmistrem Filip z Plessis.